# Giuseppe Tontodonati
Giuseppe Tontodonati (Scafa, 2 febbraio 1917 – Bologna, 6 gennaio 1989) è stato un poeta italiano.

## Biografia
Giuseppe Tontodonati nasce il 2 febbraio 1917 da Ciriaco e Raffaella D'Ascenzo a Scafa (PE), quando la cittadina era ancora frazione del Comune di San Valentino in Abruzzo Citeriore. Ancora ragazzo, nel 1925 si trasferisce a Pescara, dove entra in contatto con la realtà artistica locale sviluppando forti interessi per la pittura e la poesia, prediligendo quest'ultima (vedi le poesie giovanili in Poesie inedite del 1993). 
Lo scoppio della Seconda Guerra Mondiale lo vede partire per il fronte greco-albanese; dopo l'8 settembre 1943, subisce la deportazione in Germania. Registrato presso lo Stammlager IV/B di  Mühlberg-Elbe con il numero IV/B 244512, verrà spostato prima a Torgau presso lo Stalag IVD e poi a Piesteritz in un campo di concentramento/lavoro ove rimarrà, classificato come IMI (Internati Militari Italiani) fino alla liberazione del campo nell'aprile del 1945 ad opera dell'Armata rossa. Di quel terribile periodo restano diverse sue poesie come testimonianza diretta. Solo nell'autunno dello stesso anno farà ritorno a Pescara. Tontodonati, come tutti gli IMI avrebbe potuto evitare l'internamento decidendo di aderire alla Repubblica di Salò o di collaborare con le truppe tedesche. Il valore di questa forma di resistenza venne riconosciuto agli IMI solo diversi anni dalla fine della Seconda Guerra Mondiale. Nel 1954 Tontodonati ricevette la "Croce al Merito di Guerra per l'internamento in Germania", nel 1980 il "Distintivo d'Onore per i patrioti Volontari della Libertà per non aver servito l'invasore tedesco e la repubblica sociale" e il 27 gennaio 2009, in occasione del "Giorno della Memoria", ai figli fu consegnata la "Medaglia d'Onore del Presidente della Repubblica Italiana per i deportati e gli internati nei lager" in memoria di quella terribile esperienza vissuta da Giuseppe Tontodonati e da altre centinaia di migliaia di deportati. 
Nel 1954 muore la sua prima moglie, la pittrice Isabella Ardente, ch'egli aveva sposato nel 1939, poco prima di partire per il fronte. Nel '55 si risposa con Gilda Tontodonati. Dal loro matrimonio nascono tre figli; Angelo, Raffaello e Gabriella.
Nel 1959, per motivi di lavoro, si trasferisce a Bologna, dove vivrà con la sua famiglia fino al 6 gennaio 1989, data della sua scomparsa, partecipando attivamente alla vita culturale della città. Sarà fondatore e Presidente del Centro Internazionale delle Arti (CIDA), uno tra i principali centri di promozione culturale della città, attivo dal 1973 al 1985. Tra le tante manifestazioni, mostre d'arte e recitals di poesie, presso il CIDA nel dicembre '77-gennaio '78 si tiene, alla presenza del sindaco di Bologna Renato Zangheri, e di Sergio Vuskovic, sindaco di Valparaíso in esilio dopo il colpo di Stato in Cile, la famosa "Mostra per il Cile" a sostegno del Paese sudamericano oppresso dalla dittatura di Pinochet, con la partecipazione di artisti di fama internazionale . 
È proprio durante il periodo bolognese che Tontodonati, pur continuando a scrivere poesie in lingua che verranno pubblicate nel volume Rapsodia (1982), comincia a scrivere versi in vernacolo abruzzese. Questa svolta, apparentemente controcorrente, lo porta a contatto con alcuni tra i massimi esponenti della cultura bolognese: il poeta Antonio Rinaldi, professore di lettere legato a Pier Paolo Pasolini, i fratelli Francesco e Gaetano Arcangeli, i giornalisti e scrittori Amedeo Ratta e Romeo Forni ed altri, che lo sproneranno a continuare su quella strada fino alla pubblicazione della sua opera prima in dialetto abruzzese, le Storie Paesane (1968), con prefazione di Rinaldi. A partire da quella esperienza, e per oltre un ventennio, anche grazie all'apporto di sua moglie Gilda (1926-2005), pure valida poetessa (Il Ventaglio, 1986, e Coriandoli d'Amore, 2005), dello scrittore e intellettuale Sergio Masciarelli , cugino del poeta, e del fratello Guido, Giuseppe Tontodonati continuerà a dedicarsi alla riscoperta e valorizzazione delle tradizioni e della cultura abruzzese.
Autore tra l'altro anche di versi di canti popolari e di due brani di musica sacra, tutti musicati dal maestro Giuseppe di Pasquale (Padre Donato OFM), Tontodonati viene considerato dagli addetti ai lavori una delle principali figure della poesia dialettale abruzzese del XX secolo, tanto che la Regione Abruzzo lo ha inserito nell'elenco dei Personaggi Illustri della Regione Abruzzo. Nel 2011 il Consiglio Regionale d'Abruzzo raccoglie e pubblica tutti i versi scritti da Tontodonati con riferimento ai moti carbonari e al brigantaggio postunitario in Abruzzo. Il volume viene presentato all'interno delle manifestazioni per il 150º anniversario dell'Unità d'Italia. Tutta la sua opera poetica  in lingua e in dialetto, e in generale la sua figura umana ed artistica, è attualmente oggetto di studi anche a livello universitario. All'interno delle manifestazioni per il Centenario della Nascita di Tontodonati (1917-2017) nel 2016 l'Università di Teramo UNITE ha bandito una borsa di ricerca sulla figura di Giuseppe Tontodonati la cui pubblicazione è avvenuta nel 2018.

## Opere
- Storie paesane, prefazione di Antonio Rinaldi, disegni di Renzo Magnanini, Bologna, Ediz. Azzoguidi, 1968;
- Dommusè. Ballata Abruzzese, prefazione di Giuseppe Rosato, illustrazioni di Michele Odoardi,Guido Galeotti e Mariantonietta Cacciagrano,  Lanciano, Editrice Itinerari, 1974;
- Le Scafe, Bologna, Ediz. Stile, 1976;
- Canzoni abruzzesi/ con musiche del M° Giuseppe Di Pasquale, introduzione di Ottaviano Giannangeli e illustrazioni di Vito Giovannelli, Chieti, Solfanelli Editore, 1979;
- Inno a San Bernardino da Siena (1980) e Lauda a San Giovanni da Capestrano (1986) con musiche del M° Giuseppe Di Pasquale;
- Storie Paesane (2ª ed.), prefazione di Italo Ghignone, Pescara, Ediz La Regione, 1979;
- Terra Lundane, prefazione di Italo Ghignone, Pescara, foto in copertina di Carlo Di Venanzio, Ediz. La Regione, 1980;
- Rapsodia (Il Guerriero di Capestrano), pref. di Italo Ghignone - copertina di Dino Zuffi, Pescara, Ediz. La Regione, 1982;
- Sa' Mmalindine, prefazione di Umberto Russo, fotografie di Carlo di Venanzio, Pescara, Ediz. La Regione, 1983;
- Canzoniere d'Abruzzo. Sonetti ed altre rime, prefazione di Vittoriano Esposito, Pescara, Ediz. La Regione, 1986;

### Pubblicazioni postume di inediti
- 10 Canti della Valpescara Musiche del M° Giuseppe di Pasquale, versi di Giuseppe Tontodonati (musicassetta), illustrazione di Nestore Del Boccio,  registrazione del Coro Valpescara diretto dal M° Giuseppe Di Pasquale, 1992;
- Poesie inedite di Giuseppe Tontodonati, a cura di Vittoriano Esposito, edito dalla Regione Abruzzo, L'Aquila, 1993.

### Pubblicazioni tematiche postume tratte dal Canzoniere d'Abruzzo e da Poesie Inedite
- Vocabolarietto dell'uso Abruzzese. Koinè dialettale pescarese, a cura e con introduzione di Marcello M. de Giovanni, Ediz. Comune di Scafa, copertina di Pietro Cascella, 2004;
- Sam Biétre Céle (Celestino V e l'Abruzzo), a cura di Umberto Russo e Marcello M. de Giovanni, Rosciano (PE), Ediz. Assoc. Culturale "La Panarda", 2007;
- Da Lu Piccule Resurgemende a Porta Pije. L'Abruzzo dai moti carbonari all'Unità d'Italia fino a brigantaggio post-unitario, introduzione di Enzo Fimiani, commento di Giuseppe Parisio, Consiglio Regionale della Regione Abruzzo, 2011;
- Recurde Pescarise/ Le poesie in vernacolo di Giuseppe Tontodonati dedicate alla città di Pescara, illustrazioni del M° Mimmo Sarchiapone, prefazione di Daniela D'Alimonte, Ortona, Ediz. Menabò, Fondazione Pescarabruzzo 2019.

Saggi su Giuseppe Tontodonati
- AA.VV., La Regione/ Rassegna di vita abruzzese/ Numero monografico dedicato a Giuseppe Tontodonati, anno XXVI, nov- 1989 (interventi di Vittoriano Esposito, Pietro Civitareale, Francesco Desiderio, Ottaviano Giannangeli, Giuseppe Rosato, Antonio Saia, Italo Ghignone, Otello (Mario) Martinelli, Sergio Masciarelli, Gilda Tontodonati, Pietro Boccabella; illustraz. di Nestore Del Boccio)
- Martina D'Ambrosio (a cura di), Terra Lundane. Rileggendo il Canzoniere di Giuseppe Tontodonati, con testi di Francesco Avolio, Giovanni Agresti e Antonio Saia, Borsa di Ricerca Univ. di Teramo sulla figura di Giuseppe Tontodonati in occasione del Centenario della nascita, Pescara, Ediz Carsa, 2018.
- Raffaello Tontodonati, Giuseppe Tontodonati un poeta nella Bologna del secondo '900, Bologna,selfpublishing ilmiolibro.it, 2020